# Балка Казача
Балка Казача — ботанічний заказник місцевого значення. Об'єкт розташований на території Вільнянського району Запорізької області, біля села Козаче.
Площа — 12 га, статус отриманий у 1980 році.
Статус надано з метою охорони місць зростання лікарських рослин. Охороняється цілинна балка, де зростають чебрець, череда, пижмо.